# Margery Fry

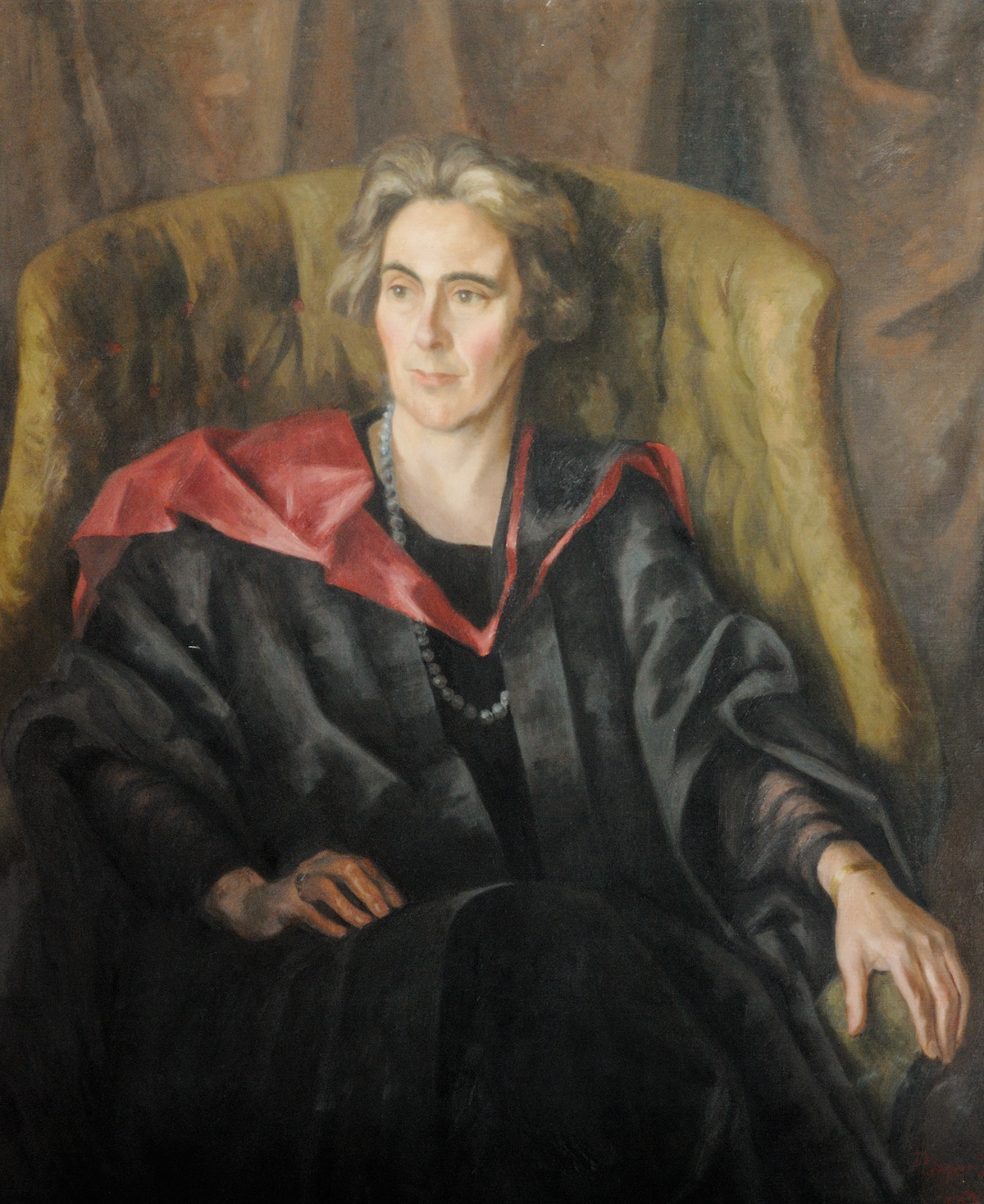
Margery Fry, gemalt von ihrem Bruder Roger Fry (1931)

Sara Margery Fry (* 11. März 1874 in London; † 21. April 1958) war eine britische Sozialreformerin.

## Leben und Tätigkeit
Fry war das achte Kind des Edward Fry und seiner Frau Mariabella Hodgkin (1833–1930). Ihr älterer Bruder war der Künstler Roger Fry. Sie wurde zunächst zu Hause erzogen und ging mit siebzehn Jahren in die Miss Lawrence’s School in Brighton. Ab 1894 studierte sie Mathematik am Somerville College der Universität Oxford.
1899 erhielt Fry eine Stellung als Bibliothekarin in Somerville, wo sie bis 1904 verblieb. 1904 wurde sie Leiterin eines Wohnhauses für Studentinnen an der Birmingham University. Nachdem sie 1913 durch eine Erbschaft finanziell unabhängig geworden war, verließ sie diese Stellung im Jahr 1914.
Während des Ersten Weltkriegs wirkte Fry in führender Weise an der Organisation der Quäkerhilfe für durch die Ereignisse des Ersten Weltkriegs verwüstete Marne-Gebiete mit.
Nach Kriegsende begann Fry sich sozialreformerischen Aktivitäten zu widmen, wobei sie das Schwergewicht ihrer Anstrengungen auf die Entwicklung von Plänen zur Reformierung des britischen Strafvollzugswesens und die Umsetzung derselben legte: Bereits 1918 war sie zur Sekretärin der Liga zur Reformierung des Strafvollzugs (Penal Reform League) ernannt worden. Diese fusionierte 1921 mit der Howard Association zur Howard League for Penal Reform. In dieser größeren neuen Organisation arbeitete Fry bis 1926 ebenfalls als Sekretärin. Im Zusammenhang mit dieser Tätigkeit wurde sie 1922 zudem zur offiziellen Beraterin des Holloway Prison, einem Frauengefängnis bei London bestellt, und trat in dieser Funktion u. a. für die Abschaffung der Todesstrafe ein.
1919 erhielt Fry einen Sitz in dem neu geschaffenen Komitee für Universitätsstipendien (University Grants Committee), dem sie bis 1948 angehörte. 1921 wurde sie als eine der ersten Frauen in Großbritannien zum Magistrat ernannt.
1926 kehrte Fry als Direktorin des Somerville College an ihre alte Studien- und Arbeitsstätte zurück.
In den Jahren 1937 bis 1939 bekleidete Fry schließlich eine leitende Stellung als Governor bei der BBC.
Aufgrund ihrer Stellung bei der BBC geriet Fry spätestens 1940 ins Visier der nationalsozialistischen Polizeiorgane, die sie als wichtige Zielperson einstuften: Im Frühjahr 1940 setzte das Reichssicherheitshauptamt in Berlin sie auf die Sonderfahndungsliste G.B., ein Verzeichnis von Personen, die im Falle einer erfolgreichen deutschen Invasion Großbritanniens durch die Sonderkommandos der SS-Einsatzgruppen mit besonderer Priorität ausfindig gemacht und verhaftet werden sollten.
Nach ihrem Ableben wurde 1959 der Fry Housing Trust an der Universität Oxford eingerichtet, der zur Finanzierung der Unterbringung von Studenten dient, während ein Gebäude am Somerville College, das zur Unterbringung von Doktoranden dient ihr zu Ehren den Namen 'Margery Fry House' erhielt. 1990 wurde außerdem der Margery Fry Award geschaffen.